# کی راست میگه کی دروغ میگه
کی راست میگه کی دروغ میگه (به هندی: Kaun Sachcha Kaun Jhootha) فیلمی محصول سال ۱۹۹۷ و به کارگردانی پارتو گوش است. در این فیلم بازیگرانی همچون ریشی کاپور، سری دوی، سورش اوبروی، موهنیش باهل، گلشن گروور، تینو آناند و آلوک نات ایفای نقش کرده‌اند.